# Nemastomatidae
Nemastomatidae – rodzina pajęczaków z rzędu kosarzy i podrzędu Dyspnoi zawierająca około 170 opisanych gatunków, w tym również gatunki rodzaje kopalne.

## Budowa ciała
Kosarze te posiadają ciało długości od 1 do 6 mm. Proporcje szczękoczułek nie odbiegają od normy, jednak nogogłaszczki u wielu gatunków są bardzo wydłużone i wąskie. Długość nóg jest różnorodna.

## Występowanie
Podrodzina Ortholasmatinae występuje w basenie Pacyfiku tj. w zachodniej części Ameryki Północnej i wschodniej Azji (Japonia, Tajlandia). Podrodzina Nemastomatinae natomiast występuje w całej Europie od Islandii po Zakaukazie, a także w Afryce Północnej (Góry Atlas) oraz w Azji od Anatolii przez północny Iran aż do Azji Środkowej i Himalajów. Większość gatunków ograniczona jest do niewielkich obszarów górskich. W Polsce do 2000 roku wykazano 5 gatunków.

## Pokrewieństwo
Nematosomatidae to takson monofiletyczny. Rodzina stanowi prawdopodobnie grupę siostrzaną dla rodzajów Dicranolasma i Trogulus (Trogulidae).

## Nazwa
Nazwa rodzajowa Nemastoma pochodzi z greki i oznacza dosłownie „nitkowate usta”. Nawiązuje ona do kształtu nogogłaszczek.

## Systematyka
Rodzina liczy około 170 gatunków należące do dwóch opisanych podrodzin, z czego w Europie wykazano 56, a w Polsce 5 (oznaczone pogrubieniem):

### Podrodzina: Nemastomatinae
- Podrodzina: Nemastomatinae Simon, 1872
  - Rodzaj: Buresiolla Kratochvíl & Miller, 1958
    - Buresiolla bureschi (Roewer, 1926)
    - Buresiolla abchasica Ljovuschkin & Starobogatov, 1963
    - Buresiolla caecum (Nowikoff, 1931)

- - Rodzaj: Nemaspela Silhavý, 1966
    - Nemaspela sokolovi (Ljovuschkin & Starobogatov, 1963)
    - Nemaspela birsteini Levushkii, 1972
    - Nemaspela taurica (Lebedinskiy, 1914)

- - Rodzaj: Giljarovia Kratochvíl & Miller, 1958
    - Giljarovia rossica Kratochvíl & Miller, 1958
    - Giljarovia stridula (Kratochvíl & Miller, 1958)
    - Giljarovia turcica Gruber, 1976

- - Rodzaj: Nemastoma C. L. Koch, in Hahn & C. L. Koch 1836
    - Podrodzaj: Nemastoma
      - Nemastoma aeginum Roewer, 1951
      - Nemastoma amulleri Roewer, 1951
      - Nemastoma anatolicum Roewer, 1962
      - Nemastoma armeniacum Roewer, 1951
      - Nemastoma atticum Roewer, 1927
      - Nemastoma bacilliferum Simon, 1879
        - Nemastoma bacilliferum bacilliferum Simon, 1879
        - Nemastoma bacilliferum simoni Roewer, 1914
        - Nemastoma bacilliferum simplex Simon, 1913
        - Nemastoma bacilliferum dipentatum Rambla, 1959

      - Nemastoma bidentatum Roewer, 1914
        - Nemastoma bidentatum bidentatum Roewer, 1914
        - Nemastoma bidentatum sparsum Gruber & Martens, 1968
        - Nemastoma bidentatum relictum Gruber & Martens, 1968

      - Nemastoma bimaculosum Roewer, 1951
      - Nemastoma brevipalpatum Roewer, 1951
      - Nemastoma caecum Grese, 1911
      - Nemastoma cancellatum Roewer, 1917
      - Nemastoma caporiaccoi Roewer, 1951
      - Nemastoma carbonarium Simon, 1907
      - Nemastoma carpathicum Roewer, 1951
      - † Nemastoma clavigerum Menge, 1854
      - Nemastoma corcyraeum Roewer, 1917
      - Nemastoma cypricum Roewer, 1951
      - † Nemastoma denticulatum Koch & Berendt, 1854
      - Nemastoma dentigerum Canestrini, 1873
      - Nemastoma dubium Mello-Leitão, 1936
      - Nemastoma emigratum Roewer, 1959
      - Nemastoma ferkeri Roewer, 1951
      - Nemastoma filipes Roewer, 1917
      - Nemastoma formosum Roewer, 1951
      - Nemastoma franzi Kraus, 1959
      - Nemastoma funebre Redikorzev, 1936
      - Nemastoma gallwitzi Roewer, 1923
      - Nemastoma gigas Sørensen, w Lendl 1894
      - Nemastoma globuliferum L. Koch, 1867
      - Nemastoma gostivarense Hadzi, 1973
      - Nemastoma gracile Redikorzev, 1936
      - Nemastoma hankiewiczii Kulczyński, 1909
      - Nemastoma hermanni Kraus, 1959
      - Nemastoma ikarium Roewer, 1951
      - Nemastoma insulare Roewer, 1951
      - Nemastoma ios Roewer, 1917
      - Nemastoma kastneri Roewer, 1951
      - Nemastoma lessinensis Caporiacco, 1940
      - Nemastoma leiobunum Wankel, 1851
      - Nemastoma lilliputanum (Lucas, 1847)
      - Nemastoma lindbergi Roewer, 1959
      - Nemastoma longipalpatum Roewer, 1951
      - Nemastoma longipes Schenkel, 1947
      - Nemastoma maarebense Simon, 1913
      - Nemastoma machadoi Roewer, 1951
      - Nemastoma mackenseni Roewer, 1923
      - Nemastoma macedonicum Hadzi, 1973
      - Nemastoma manicatum Simon, 1913
      - Nemastoma moesiacum Roewer, 1917
      - Nemastoma monchiquense Kraus, 1961
      - Nemastoma montenegrinum Nosek, 1904
      - Nemastoma navarrense Roewer, 1951
      - Nemastoma nervosum Roewer, 1923
      - Nemastoma perfugium Roewer, 1951
      - Nemastoma polonicum Roewer, 1951
      - Nemastoma pyrenaeum Simon, 1879
      - Nemastoma reimoseri Roewer, 1951
      - Nemastoma rhinoceros Roewer, 1917
      - Nemastoma riparium Roewer, 1951
      - Nemastoma romanium Roewer, 1951
      - Nemastoma rude Simon, 1881
      - Nemastoma santorinum Roewer, 1951
      - Nemastoma scabriculum Simon, 1879
      - Nemastoma schenkeli Roewer, 1951
      - Nemastoma schuelleri Gruber & Martens, 1968
      - Nemastoma senussium Roewer, 1951
      - Nemastoma sexmucronatum Simon, 1911
      - Nemastoma simplex Giltay, 1933
      - Nemastoma spinosissima Kraus, 1961
      - Nemastoma spinulosum L. Koch, 1869
      - Nemastoma strasseri Roewer, 1951
      - Nemastoma stussineri Simon, 1885
      - † Nemastoma succineum Roewer, 1939
      - Nemastoma tenebricosum Redikorzev, 1936
      - Nemastoma tenue Hadzi, 1973
      - Nemastoma titaniacum Roewer, 1914
      - Nemastoma transsylvanicum Gruber & Martens, 1968
      - Nemastoma triste (C. L. Koch, 1835)
        - Nemastoma triste triste C. L. Koch, in Herrich-Schaeffer 1835

      - Nemastoma troglodytes (Wankel, 1861)
      - † Nemastoma tuberculatum Koch & Berendt, 1854
      - Nemastoma tunetanum Roewer, 1951
      - Nemastoma vitynae Roewer, 1927

    - Podrodzaj: Dromedostoma
      - Nemastoma acrospinosum Roewer, 1951
        - Nemastoma acrospinosum acrospinosum Roewer, 1951
        - Nemastoma acrospinosum pretneri Hadzi, 1973

      - Nemastoma bipunctatum Hadzi, 1973
      - Nemastoma bolei Hadzi, 1973
      - Nemastoma corneluttii Hadzi, 1973
      - Nemastoma grabovicae Hadzi, 1973
      - Nemastoma megarae Hadzi, 1973
      - Nemastoma multisignaltum Hadzi, 1973
      - Nemastoma nigrum Hadzi, 1973
      - Nemastoma radewi Roewer, 1926
      - Nemastoma ryla Roewer, 1951
      - Nemastoma sketi Hadzi, 1973

    - Podrodzaj: Lugubrostoma
      - Nemastoma boenicum
      - Nemastoma goliae Hadzi, 1973
      - Nemastoma lugubre (Müller, 1776)
        - Nemastoma lugubre lugubre (Müller, 1776)
        - Nemastoma lugubre bimaculatum (Fabricius, 1775)
        - Nemastoma lugubre unicolor Roewer, 1914

      - Nemastoma sarae Hadzi, 1973

- - Rodzaj: Paranemastoma Redikorzew, 1936
    - Paranemastoma bicuspidatum (C. L. Koch, 1835)
    - Paranemastoma ancae Avram, 1973
    - Paranemastoma charitonovi (Mcheidze, 1952)
    - Paranemastoma kalischevskyi (Roewer, 1951)
    - Paranemastoma kochii (Nowicki, 1870)
    - Paranemastoma quadripunctatum (Perty, 1833)
      - Paranemastoma quadripunctatum quadripunctatum (Perty, 1833)
      - Paranemastoma quadripunctatum aurosum L. Koch, 1869
      - Paranemastoma quadripunctatum armatum Kulczynski, 1909
      - Paranemastoma quadripunctatum thessalum Simon, 1885
      - Paranemastoma quadripunctatum werneri Kulczynski, 1903
      - Paranemastoma quadripunctatum humerale C. L. Koch, 1839

    - Paranemastoma roeweri Starega, 1978
    - Paranemastoma sillii (Hermann, 1871)
    - Paranemastoma suchumium (Roewer, 1951)
    - Paranemastoma supersum (Roewer, 1951)
    - Paranemastoma umbo (Roewer, 1951)
    - Paranemastoma aurigerum (Roewer, 1951)
      - Paranemastoma aurigerum aurigerum Roewer, 1951
      - Paranemastoma aurigerum joannae Starega, 1976

- - Rodzaj: Histricostoma Kratochvíl & Miller, 1958
    - Histricostoma drenskii Kratochvíl & Miller, 1958
    - Histricostoma dentipalpe (Ausserer, 1867)
    - Histricostoma argenteolunulatum (Canestrini, 1872)
    - Histricostoma caucasicum (Redikorzev, 1936)

- - Rodzaj: Carinostoma Kratochvíl & Miller, 1958
    - Carinostoma carinatum (Roewer, 1914)
    - Carinostoma elegans (Sørensen, 1894)
      - Carinostoma elegans elegans (Sørensen, 1894)
      - Carinostoma elegans batorligetiense (Szalay, 1951)

    - Carinostoma ornatum (Hadzi, 1940)

- - Rodzaj: Centetostoma Kratochvíl & Miller, 1958
    - Podrodzaj:Centetostoma
      - Centetostoma centetes (Simon, 1881)

    - Podrodzaj: Cretostoma
      - Centetostoma creticum (Roewer, 1927)

- - Rodzaj: Mitostoma Roewer, 1951
    - Mitostoma armatissimum Roewer, 1962
    - Mitostoma daccordii Tedeschi & Sciaky, 1997
    - Mitostoma fabianae Tedeschi & Sciaky, 1997
    - Mitostoma sabbadinii Tedeschi & Sciaky, 1997
    - Mitostoma orghidani Avram, 1969
    - Mitostoma dumitrescui Avram, 1969
    - Mitostoma patrizii Roewer, 1958
    - Mitostoma saxonicum
    - Mitostoma asturicum Roewer, 1951
    - Mitostoma omalosum Roewer, 1951
    - Mitostoma chrysomelas (Hermann, 1804)
      - Mitostoma chrysomelas chrysomelas (Hermann, 1804)
      - Mitostoma chrysomelas michielii Hadzi, 1973
      - Mitostoma chrysomelas multidenticulatum Hadzi, 1973
      - Mitostoma chrysomelas alpinum Hadzi, 1931

    - Mitostoma anophthalmum (Fage, 1946)
    - Mitostoma carneluttii Hadzi, 1973
    - Mitostoma helenae Avram, 1970
    - Mitostoma macedonicum Hadzi, 1973
    - Mitostoma moldavica Avram, 1970
    - Mitostoma rodnae Avram, 1970
    - Mitostoma zmajevicae Hadzi, 1973
    - Mitostoma olgae Silhavý, 1946
      - Mitostoma olgae olgae Silhavý, 1946
      - Mitostoma olgae decorum Silhavý, 1946
      - Mitostoma olgae kratochvili Silhavý, 1946
      - Mitostoma olgae zorae Hadzi, 1973

    - Mitostoma valdemonense Marcellino, 1977

### Podrodzina: Ortholasmatinae
- Podrodzina: Ortholasmatinae Shear & Gruber, 1983
  - Rodzaj: Dendrolasma Banks, 1894
    - Dendrolasma mirabile Banks, 1894
    - Dendrolasma angka P. J. Schwendinger & J. Gruber, 1992
    - Dendrolasma dentipalpe W. A. Shear & J. Gruber, 1983
    - Dendrolasma parvula (Suzuki, 1963)

- - † Rodzaj: Halitherses Giribet & Dunlop, 2005
    - † Halitherses grimaldii Giribet & Dunlop, 2005

- - Rodzaj: Ortholasma Banks, 1894
    - Ortholasma bolivari (Goodnight & Goodnight, 1942)
    - Ortholasma coronadense Cockerell, 1916
    - Ortholasma levipes W. A. Shear & J. Gruber, 1983
    - Ortholasma pictipes Banks, 1911
    - Ortholasma rugosum Banks, 1894
    - Ortholasma sbordonii Silhavý, 1973

### incertae sedis
- - Rodzaj: Nemastomella Mello-Leitão, 1936
    - Nemastomella integripes Mello-Leitão, 1936

- - Rodzaj: Hadzinia Silhavý, 1966
    - Hadzinia karamani (Hadzi, 1940)

- - Rodzaj: Acromitostoma Roewer, 1951
    - Acromitostoma hispanum (Roewer, 1917)
    - Acromitostoma rhinoceros Roewer, 1951

- - Rodzaj: Mediostoma Kratochvíl & Miller, 1958
    - Mediostoma graecum (Roewer, 1917)
    - Mediostoma topolium (Roewer, 1951)
    - Mediostoma pamiricum W. Starega, 1986
    - Mediostoma ceratocephalum Gruber, 1976

- - Rodzaj: Pyza Starega, 1976
    - Pyza bosnica (Roewer, 1916)

- - † Rodzaj: Rhabdotarachnoides Haupt, 1956
    - † Rhabdotarachnoides simoni Haupt, 1956